# متخاصمان (فیلم)
دشمنان (انگلیسی: Hostiles) یک فیلم درام تاریخی و وسترن کمدی آمریکایی محصول سال ۲۰۱۷ به کارگردانی اسکات کوپر با بازی کریستین بیل، رزمند پایک، وس استودی، بن فاستر، جاناتان میجرز، تیموتی شالامی و رایان بینگم است. داستان دربارهٔ یک افسر ارتش است که وظیفهٔ اسکورت کردن یک شاینی را برای بازگشتن به سرزمینش در سال ۱۸۹۲ بر عهده می‌گیرد.